# (29763) 1999 CH20
A (29763) 1999 CH20 a Naprendszer kisbolygóövében található aszteroida. A LINEAR projekt keretében fedezték fel 1999. február 10-én.